# Cell (geometri)
Celler är i fyrdimensionell geometri de polyedrar som bygger upp en fyrdimensionell polytop. Till exempel består en tesserakt av 8 kubformade celler.